# Jurinella varians
Jurinella varians là một loài ruồi trong họ Tachinidae.